# Andrei Fjodorowitsch Pawlowski
Andrei Fjodorowitsch Pawlowski (russisch Андрей Фёдорович Павловский; * 8. Novemberjul. / 19. November 1789greg. in Walki; † 12. Januarjul. / 24. Januar 1857greg. in Charkow) war ein ukrainisch-russischer Mathematiker und Hochschullehrer.

## Leben
Pawlowski, Sohn des verarmten Grundherrn F. K. Pawlowski, besuchte die Volksschule Walki und darauf 1799–1806 das Kollegium Charkow. Anschließend studierte er als Staatsstipendiat an der physikalisch-mathematischen Fakultät der neuen Kaiserlichen Universität Charkow. Dort wurden seine besonderen Fähigkeiten von Atanasije Stojković und T. F. Ossipowski bemerkt. Bereits 1810 unterrichtete er Studenten in Algebra, Geometrie, Trigonometrie und Kegelschnitten sowie Zivilbeamte in Arithmetik und Geometrie. Er war einer der ersten russischen Gelehrten an der Universität Charkow, an der zu dieser Zeit die ausländischen Dozenten vorherrschten. 1813 erwarb er den Magistergrad.
1815 wurde Pawlowski Adjunkt am Lehrstuhl für Reine Mathematik. 1819 wurde er außerordentlicher Professor und 1826 ordentlicher Professor. In den 1820er Jahren gab er Jean-François Callets siebenstellige Logarithmentafeln heraus. Dazu war er nach Einrichtung des Universitätsrats Sekretär des Universitätsrats (1828–1829), Bibliothekar der Universitätsbibliothek (1830–1837) und Studenteninspektor (1833–1835). 1837 wurde er Rektor der Universität Charkow als Nachfolger W. S. Komlischinskis. Nach der einjährigen Amtszeit übernahm A. W. Kunizyn das Amt. Im Auftrag der Universität verbrachte Pawlowski viel Zeit an verschiedenen Orten der Region zur Ausweitung des Schulwesens. 1826 verbrachte er acht Monate in der Donkosaken-Oblast. 1849 ging er in den Ruhestand. 1850 wurde er Ehrenmitglied des Charkower Universitätsrats.
Ende der 1880er Jahre stiftete Pawlowskis Sohn Fjodor Andrejewitsch Pawlowski den A.-F.-Pawlowski-Preis für Mathematik der physikalisch-mathematischen Fakultät der Universität Charkow.